# کیم جی-یونگ (بازیگر، زاده ۲۰۰۵)
کیم جی-یونگ (کره‌ای: 김지영؛ زادهٔ ۸ ژوئیه ۲۰۰۵) بازیگر اهل کره جنوبی است که حرفهٔ بازیگری خود را به عنوان بازیگر کودک آغاز کرد و نقش قابل توجه او در درام تلویزیونی جانگ بوری اینجاست! (۲۰۱۴) است.

## فیلم‌شناسی

### فیلم
| سال  | عنوان                | نقش                   |
| ---- | -------------------- | --------------------- |
| ۲۰۱۱ | بخش ۷                | جوانی چا هه-جون       |
| ۲۰۱۱ | ساکت‌شده              | سول-یی                |
| ۲۰۱۱ | دلیلی برای زندگی     | جوانی دا-هه           |
| ۲۰۱۲ | پلیس دونده           | جوانی کو یونگ-جه      |
| ۲۰۱۲ | تاچ                  | پارک جو-می            |
| ۲۰۱۳ | شادی برای فروش       | دانش‌اموز مهدکودک      |
| ۲۰۱۳ | کیلر تون             | جوانی جو سو-هیون      |
| ۲۰۱۳ | آقای گو              | جوانی وی‌وی            |
| ۲۰۱۳ | قایم‌موشک             | پیونگ-هوا             |
| ۲۰۱۳ | دختر عزیزم، جین یونگ | شش سالگی کیم جی-نیونگ |

### مجموعه‌های تلویزیونی
| سال  | عنوان                      | نقش                             | شبکه             |
| ---- | -------------------------- | ------------------------------- | ---------------- |
| ۲۰۱۱ | تیم عملیات ویژه ۱۰         | مین چه-وون                      | اوسی‌ان           |
| ۲۰۱۱ | من زندم                    | هان هه-سون                      | ام‌بی‌سی           |
| ۲۰۱۲ | زندگی یک کارمند            | جی-وون، دختر هان شین            | اس‌بی‌اس           |
| ۲۰۱۲ | مراقب ما باش، کاپیتان      | جوانی هونگ می-جو                | اس‌بی‌اس           |
| ۲۰۱۲ | باران به زندگی من خوش آمدی | لی ها-را                        | اس‌بی‌اس           |
| ۲۰۱۲ | دادستان خوش آشام - فصل ۲   | لی جی-ئه                        | اوسی‌ان           |
| ۲۰۱۳ | مورد شماره ۱۱۳             | جوانی سونگ-جو                   | اس‌بی‌اس           |
| ۲۰۱۳ | درام ویژه «جزیرهٔ مادر»     | لی سا-رانگ                      | کی‌بی‌اس۲          |
| ۲۰۱۳ | زنی که سه بار ازدواج کرد   | جونگ سول-کی                     | اس‌بی‌اس           |
| ۲۰۱۴ | جانگ بوری اینجاست!         | دو بی-دام                       | ام‌بی‌سی           |
| ۲۰۱۴ | دکتر غریبه                 | جونگ-مین                        | اس‌بی‌اس           |
| ۲۰۱۴ | همگی محاصره شده‌اید         | لی هیون-می (مهمان، قسمت ۶)      | اس‌بی‌اس           |
| ۲۰۱۴ | وسوسه                      | کانگ یون-آه                     | اس‌بی‌اس           |
| ۲۰۱۴ | پانچ                       | پارک به-رین                     | اس‌بی‌اس           |
| ۲۰۱۵ | درام ویژه «لایو شاک»       | اون-بیول                        | کی‌بی‌اس           |
| ۲۰۱۵ | دختر من گوم ساوول          | ایم می-رانگ                     | ام‌بی‌سی           |
| ۲۰۱۶ | عشق در مهتاب               | جوانی هونگ را-اون               | کی‌بی‌اس           |
| ۲۰۱۶ | درام ویژه «دماغ پینوکیو»   | جوانی یون دا-جونگ               | کی‌بی‌اس۲          |
| ۲۰۱۶ | یکبار دیگر                 | روح پلید                        | کی‌بی‌اس۲          |
| ۲۰۱۷ | مردی در آشپزخانه           | گو اون-بیول                     | ام‌بی‌سی           |
| ۲۰۱۸ | افسون شیطانی               | جو سا-رانگ                      | ام‌بی‌ان، درامااکس |
| ۲۰۱۸ | انتقام شیرین ۲             | اوه سا-نا                       | ایکس‌تی‌وی‌ان       |
| ۲۰۱۹ | زنده یا مرده               | لی جونگ-یی                      | کی‌بی‌اس۲          |
| ۲۰۲۰ | کلاس ایته وون              | جوانی اوه سو-آه                 | جی‌تی‌بی‌سی         |
| ۲۰۲۰ | دوستان باوقار              | چون سو-آه                       | جی‌تی‌بی‌سی         |
| ۲۰۲۱ | پسران راکتی                | آه یونگ، حضور افتخاری (قسمت ۱۶) | اس‌بی‌اس           |
| ۲۰۲۱ | مالیخولیا                  | کیم جی-نا                       | تی‌وی‌ان           |
| ۲۰۲۲ | گو پیل سو وجود ندارد       | جو آن-نا                        | کی‌تی سیزن        |

## جوایز و نامزدی‌ها
| سال  | مراسم جوایز                  | دسته                  | اثر نامزد شده      | نتیجه |
| ---- | ---------------------------- | --------------------- | ------------------ | ----- |
| ۲۰۱۴ | هفتمین جوایز درامای کره      | بهترین بازیگر جوان زن | جانگ بوری اینجاست! | برنده |
| ۲۰۱۴ | سومین جوایز ستارگان ای‌پی‌ای‌ان | بهترین بازیگر جوان زن | جانگ بوری اینجاست! | برنده |
| ۲۰۱۴ | جوایز درامای ام‌بی‌سی          | بهترین بازیگر جوان زن | جانگ بوری اینجاست! | برنده |